# Chiesa della Natività di Maria (Bondone)
La chiesa della Natività di Maria è la parrocchiale patronale di Bondone in Trentino. Fa parte della zona pastorale delle Giudicarie nell'arcidiocesi di Trento e risale al XIV secolo. Appartiene all'unità pastorale Madonna dell'Aiuto.

## Storia

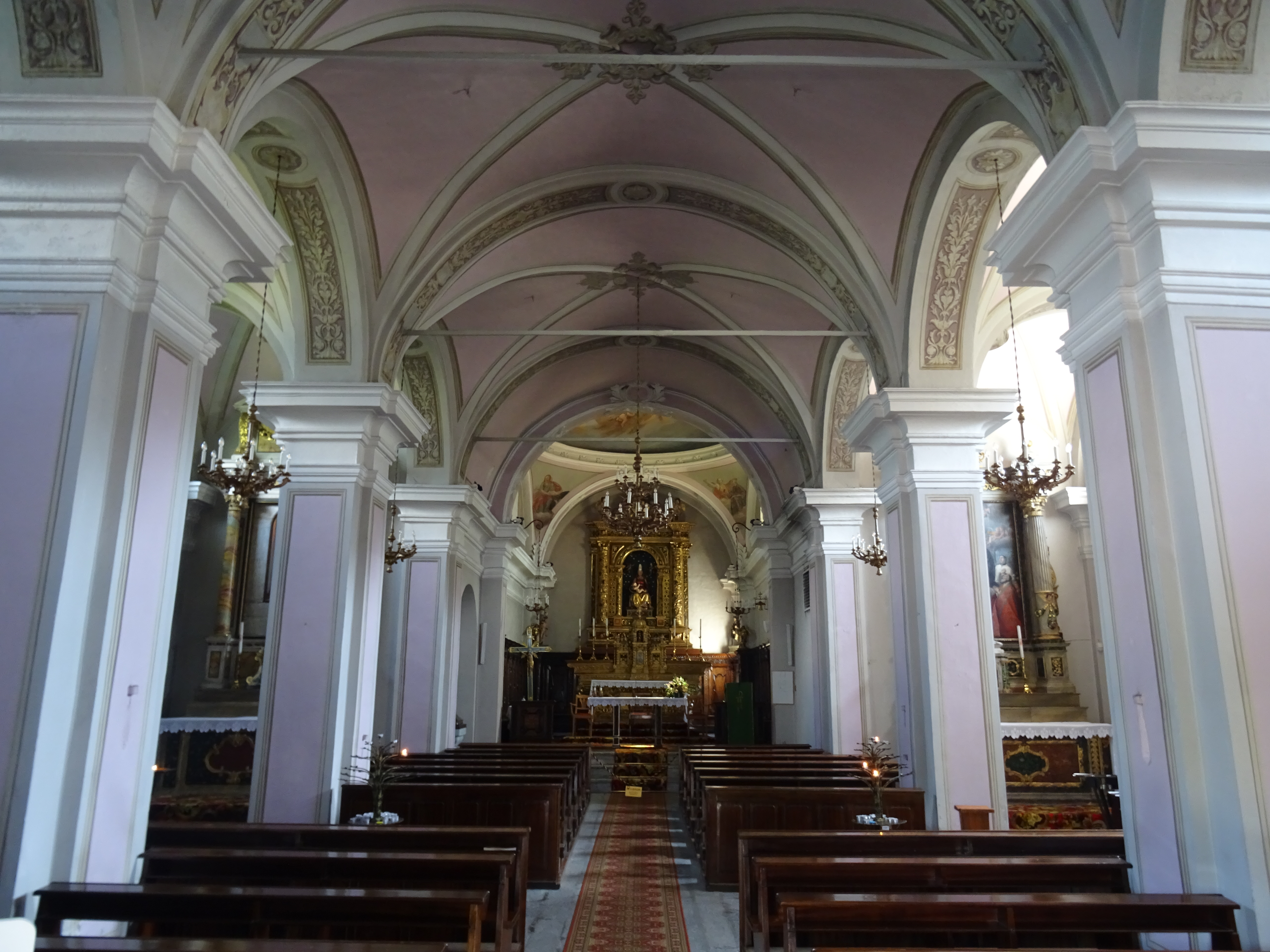
Interno

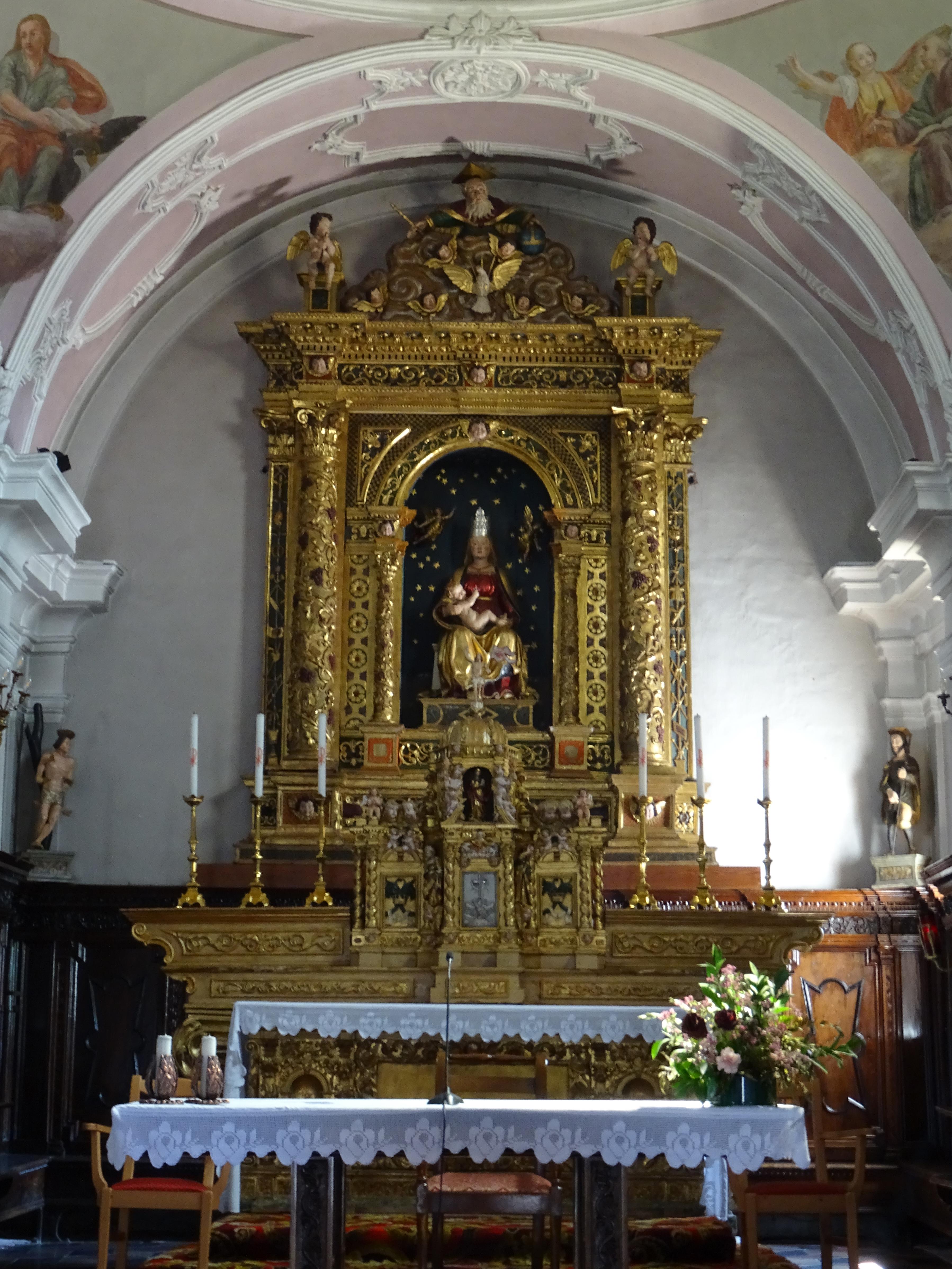
Altare maggiore

La prima documentazione di una cappella a Bondone risale al 1312 e tale edificio venne ampliato entro il gennaio del 1486. La solenne consacrazione fu celebrata nel 1517 e attorno alla metà del secolo venne edificata la torre campanaria. Verso il 1594 la chiesa venne ricostruita ed ampliata, e sempre in quell'anno fu nuovamente consacrata e ottenne la concessione del fonte battesimale.
Nella prima metà del XVIII secolo la sala venne ampliata con l'aggiunta del coro e in seguito il tempio fu arricchito di decorazioni ad affresco nella volta del presbiterio. La dedicazione alla Natività di Maria è del 1773. Negli ultimi decenni del XIX secolo, su progetto di Antonio Rosa da Condino, alla navata principale ne vennero aggiunte due laterali e venne rifatta la pavimentazione, abbassandone il livello. Ultimati questi importanti lavori la chiesa rinnovata fu benedetta poi solennemente riconsacrata il 27 agosto 1890 dal principe vescovo di Trento Eugenio Carlo Valussi.
Venne elevata a dignità di chiesa parrocchiale il 29 agosto 1919. Nel secondo dopoguerra del XX secolo prima venne riparata la campana maggiore e poi, negli anni sessanta venne radicalmente restaurata e fu realizzato anche l'adeguamento liturgico. Nel 1975 venne installato il sistema d'allarme antifurto con finanziamento della provincia autonoma di Trento.
Durante gli anni ottanta fu oggetto di restauri conservativi che riguardarono le porte, le parti in legno del tetto e la copertura, inoltre vennero ritinteggiati gli esterni. Gli ultimi interventi sono iniziati nel secondo decennio del XXI secolo.

## Descrizione

### Esterni
La chiesa si trova in posizione decentrata rispetto all'abitato di Bondone, a occidente e col sagrato che si affaccia sul panorama col lago d'Idro. Mostra tradizionale orientamento verso est e la facciata a capanna è ampia con tre grandi arcate a tutto sesto che corrispondono alle navata della sala. Il portale è architravato e sormontato in asse dal piccolo oculo strombato. La torre campanaria si alza in posizione leggermente arretrata sulla destra, accanto alla sagrestia, e la cella si apre con quattro grandi finestre a monofora. Il cimitero della comunità si trova in basso sulla destra, sotto il grande muro di rinforzo a sostegno della balconata sulla quale si trova la chiesa.

### Interni
La sala si divide in tre navate; quella centrale è di maggiori dimensioni e con volta a botte mentre le laterali hanno volta a vela. Il presbiterio è leggermente elevato e l'altare maggiore in legno è caratterizzato da una cupola con pennacchi e arricchita da pitture ad affresco del XVIII secolo.